# Termignon
Termignon ou Termignon-la-Vanoise est une ancienne commune française située dans le département de la Savoie, en région Auvergne-Rhône-Alpes.
Elle fusionne le 1er janvier 2017 avec les communes de Bramans, Lanslebourg-Mont-Cenis, Lanslevillard et Sollières-Sardières pour former la commune nouvelle de Val-Cenis.

## Géographie

### Localisation
La commune de Termignon est située dans la vallée de la Maurienne et en partie dans le parc national de la Vanoise, à 17 kilomètres au nord-est de Modane.

### Communes limitrophes
Avant la fusion en 2017, Termignon est limitrophe de neuf communes : Lanslevillard, Lanslebourg-Mont-Cenis, Bessans, Sollières-Sardières, Aussois, Pralognan-la-Vanoise, Champagny-en-Vanoise, Tignes et Val-d'Isère.
Les quatre dernières communes ne sont pas situées dans la vallée de la Maurienne mais dans la vallée de la Tarentaise et sont séparées de Termignon par les plus hauts sommets du département de la Savoie (Grande Casse et Grande Motte notamment) et par le col de la Vanoise pour Pralognan-la-Vanoise.
| Pralognan-la-Vanoise | Champagny-en-Vanoise / Tignes | Val-d'Isère                                  |
| Aussois              | Termignon                     | Bessans Lanslevillard Lanslebourg-Mont-Cenis |
|                      | Sollières-Sardières           |                                              |

### Géologie et relief
La superficie de la commune est de 14 903 hectares ; son altitude varie de 1 277  à   3 855 mètres, altitude de la Grande Casse qui constitue le plus haut sommet du département de la Savoie.
Une partie importante du territoire de la commune (686,57 hectares) est située dans la zone centrale du parc.

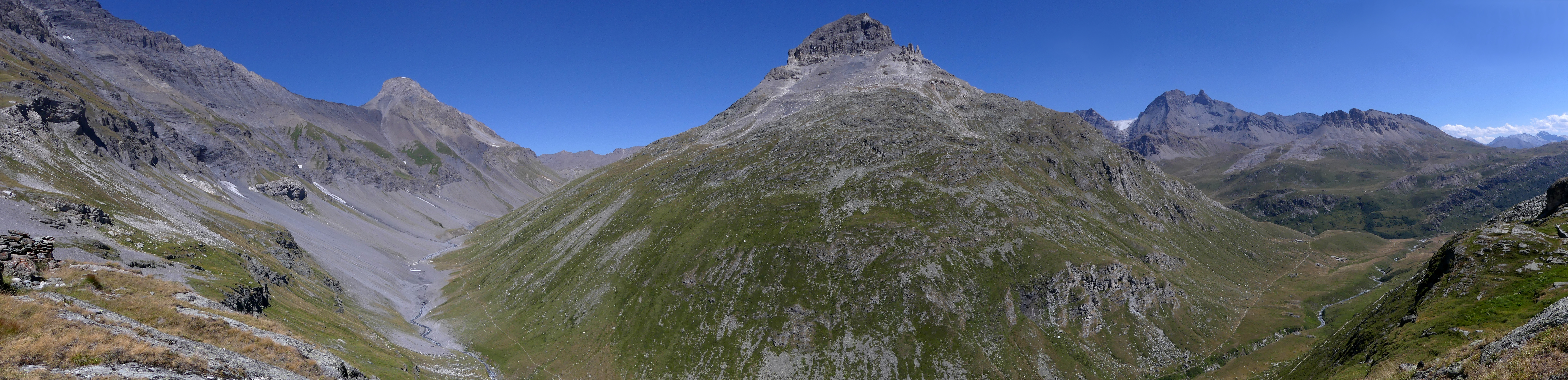
Vallon de la Leisse contournant les dents de Pierre Brune en Vanoise au nord de la commune.

### Hydrographie
- La rivière l'Arc.

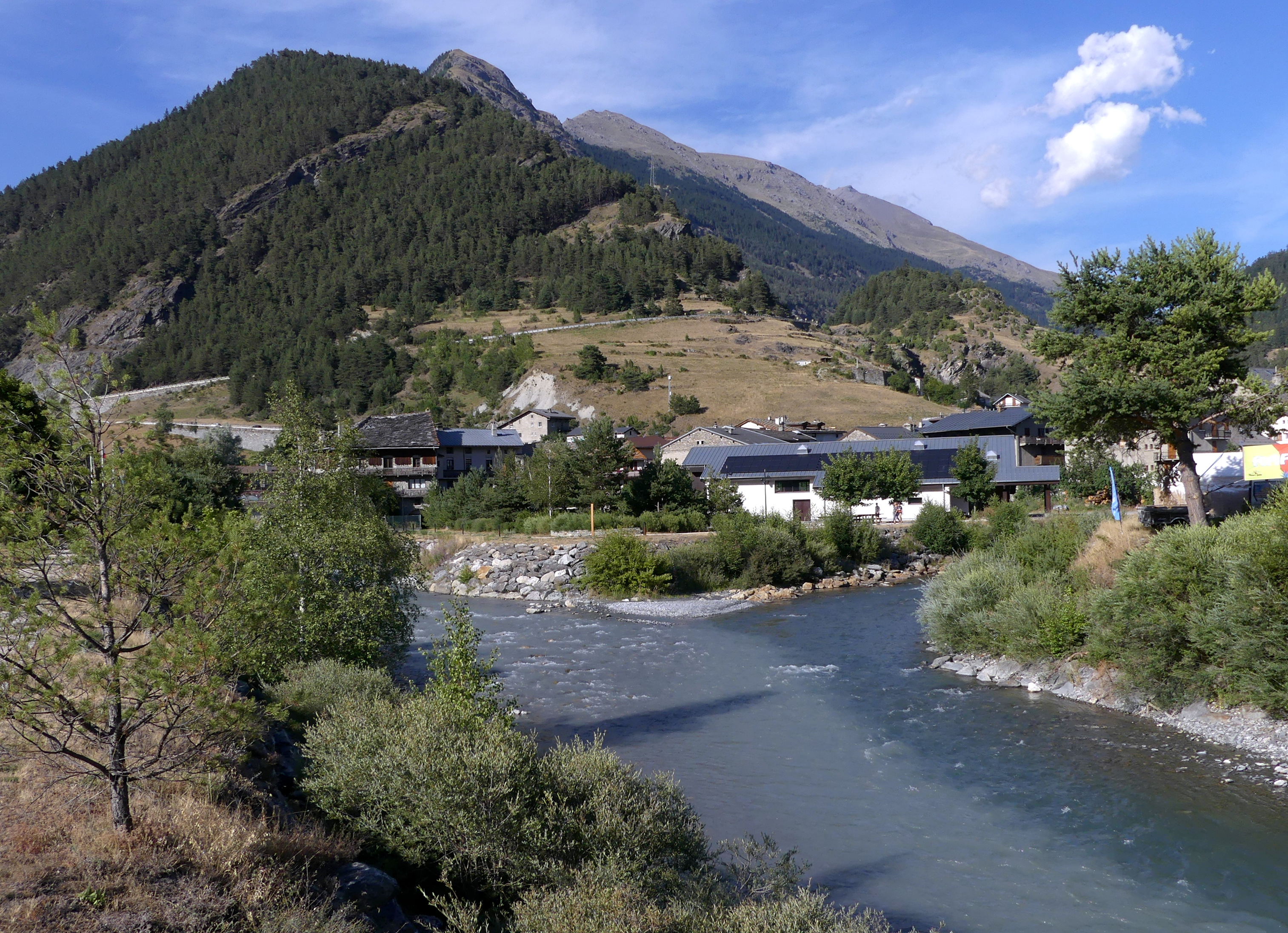
Confluence du Doron de Termignon et de l'Arc à Termignon en soirée.

- Le Doron de Termignon, 22,9 kilomètres entièrement situé sur la commune.

### Voies de communication et transports

#### Avion
- Aéroport de Lyon-Saint-Exupéry (2 h) puis bus en hiver via Modane.
- Aéroport de Chambéry - Savoie-Mont-Blanc (1 h 15).
- Aéroport de Annecy-Meythet (1 h 45).
- Aéroport de Turin-Caselle (1 h 45).
- Aéroport international de Genève (2 h).
- Aéroport de Grenoble-Alpes-Isère (2 h 10).

#### Train

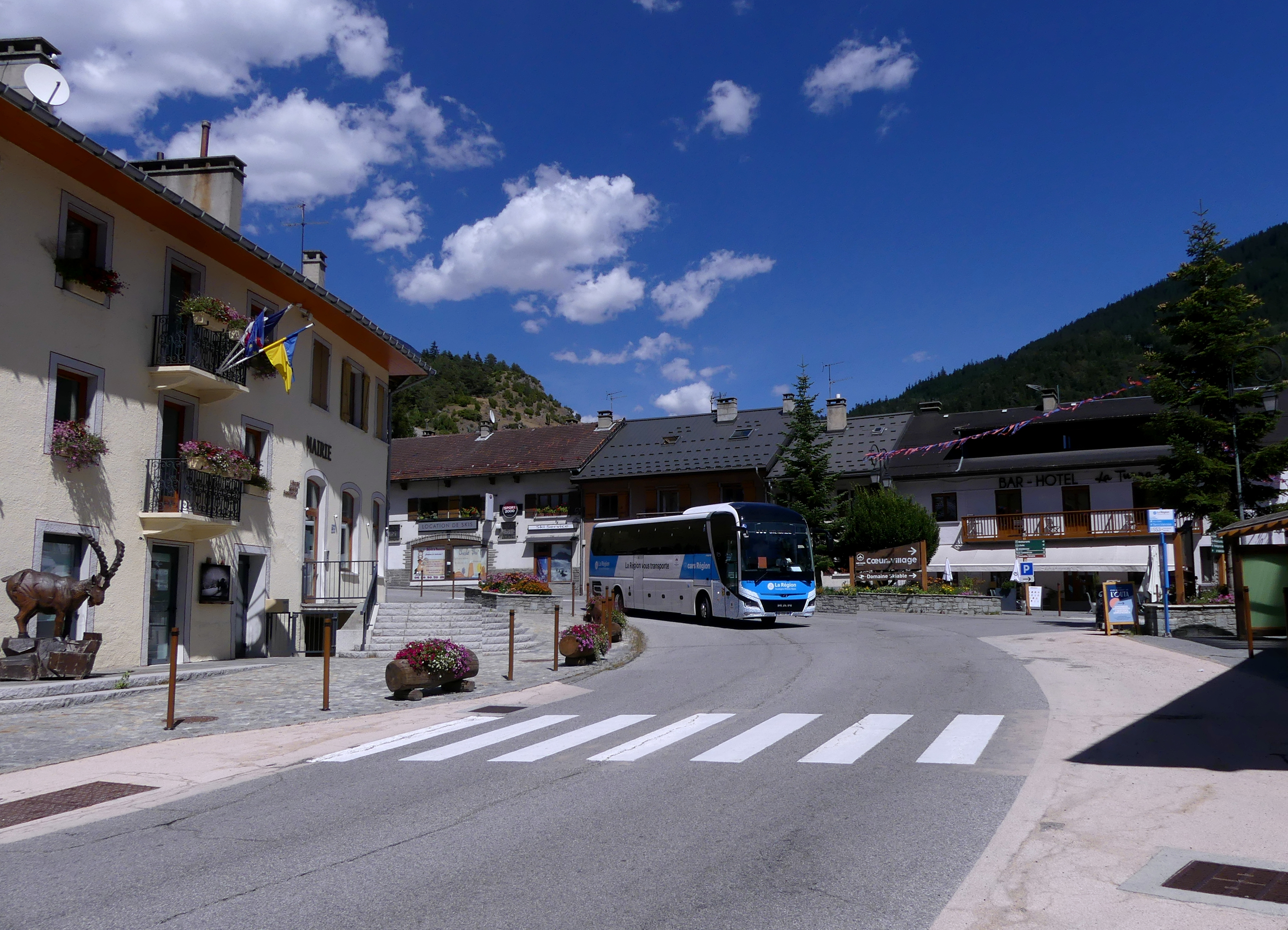
Un autocar reliant Bonneval-sur-Arc à Modane desservant Termignon.

- TGV quotidien entre Paris et Milan via Chambéry : desserte de la gare de Modane, puis taxi ou bus TransDev Savoie[3] jusqu'à Termignon.
- TER sur les lignes Chambéry-Modane et Lyon-Modane.

#### Route
- Autoroute A43 entre Lyon et l'Italie via le tunnel du Fréjus sortir au Freney. Puis D 1006 (anciennement N 6) de Modane, prendre direction Haute-Maurienne-Vanoise (Lanslebourg) sur 17 km jusqu'à Termignon.
- Depuis Chambéry, prendre direction Turin / Maurienne, Saint-Jean-de-Maurienne et Modane. De Modane prendre direction Haute-Maurienne-Vanoise (Lanslebourg) sur 17 km jusqu'à Termignon.

#### Transports en commun

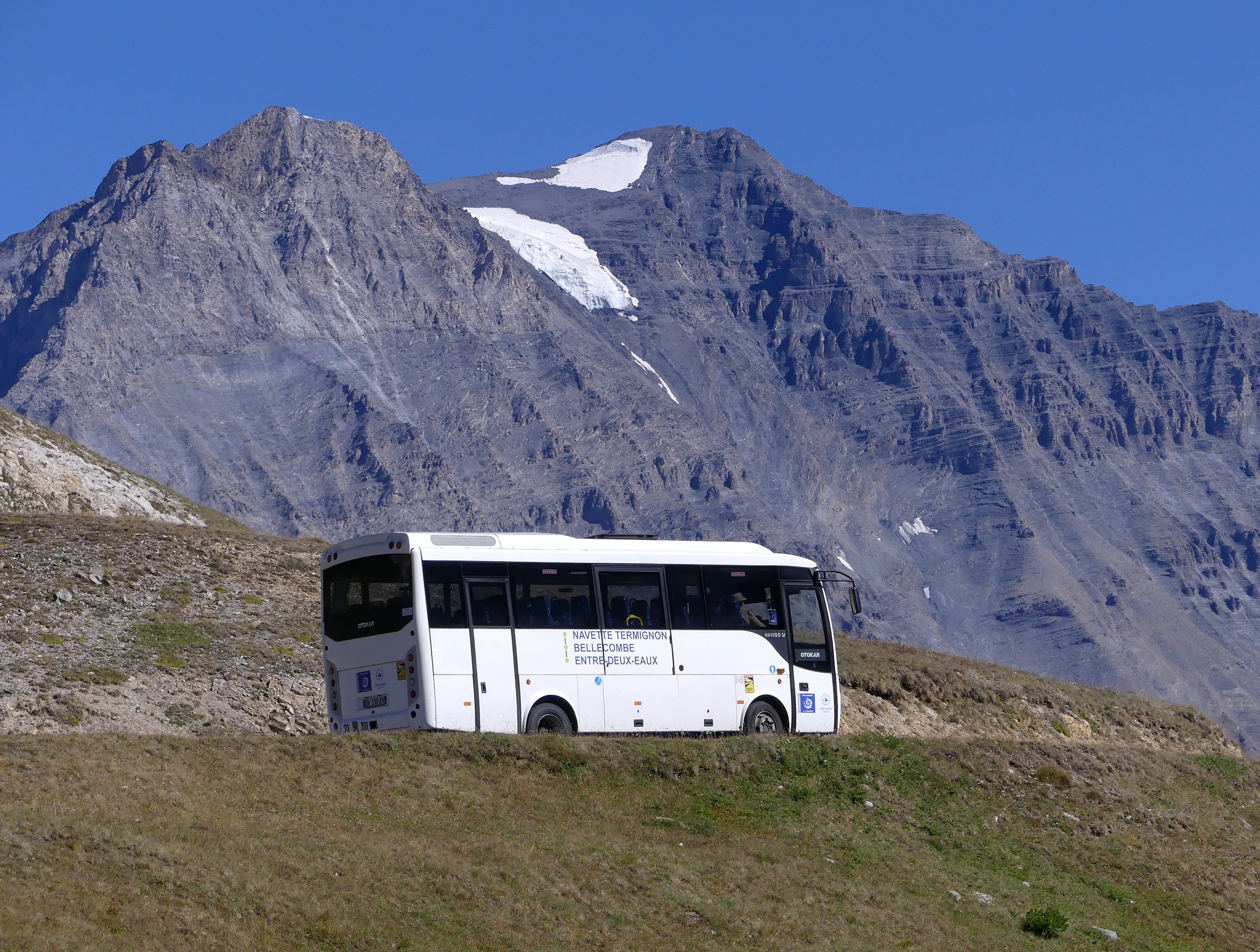
Navette sous la Grande Casse dans le Parc national de la Vanoise.

La commune a mis en service une navette estivale gratuite depuis le centre du village, jusqu'au parking de Bellecombe. Le parking de Bellecombe est le départ de toutes les randonnées possibles : GR 5, Tour des Glaciers de la Vanoise, col de la Vanoise, six refuges sur la commune avec une charte environnementale, le choix d'un comportement écoresponsable.
Ligne gratuite pour rejoindre les stations de la vallée.
- Ligne Bramans - Bonneval-sur-Arc.

## Toponymie
Le nom de la localité est attesté sous la forme latinisée de Terminione, lors de la mention de l'église, en 1127, d'après Besson (Ecclesia de Terminione),,, plus tard on trouve Ecclesia de Termeinum en 1184, et Termeinon au début XIIe siècle. Un certain Audemarus de Termignono est également mentionné dans le cartulaire de l'abbaye d'Oulx en 1233,, Curatus Termignionis  au XIVe siècle, Mistralia Termegnionis en 1450.
Le géographe Jules Blache cite le Mémorial du Docteur Marc de Lavis-Trafford (publié en 1962), pour qui le nom serait issu du terme latin terminus désignant la fin de la vallée de la Maurienne, la partie en amont ayant été pendant longtemps un district géographique administré par le versant piémontais. Cette affirmation appelle plusieurs remarques : Il n'y a aucune analyse de la terminaison -on, ni de tentative pour comprendre pourquoi la seconde syllabe est -gnon. En outre, les toponymes ayant une valeur purement descriptive et géographique sont assez rares.
Les formes anciennes et l'évolution actuelle du toponyme s'explique sur la base d'un radical Termini- et non pas *Termin-, le suffixe étant -ONE (autrement noté en latin -onem), suffixe gaulois ou latin de signification générale et assez vague, bien identifié dans la toponymie,. Le [i] final de Termini- ne peut en aucun cas être une désinence casuelle du génitif singulier masculin ou du pluriel.
C'est pourquoi les linguistes et les toponymistes voient dans le premier élément Termini-, l'anthroponyme latin Terminius,. Le sens global est donc « propriété de Terminius ». Terminius est un gentilice latin bien attesté et basé sur le nom du dieu Terme, appelé Terminus dans la mythologie romaine. Un autre exemple de l'emploi de cet anthroponyme en Gaule est cité avec Terminiers (Eure-et-Loir) qui remonte à *Terminiacum, dérivé avec le suffixe -acum d'origine gauloise principalement utilisé avec un nom de personne.
Certains avancent également qu'il pourrait s'agir également du nom de personne Termignon,, pris absolument selon un processus parfois observé dans la toponymie.
En francoprovençal, le nom de la commune s'écrit Trémyon (graphie de Conflans) ou Tèrmegnon (ORB).

## Histoire
La bulle pontificale de Lucius III, de l'année 1184, confirme la juridiction épiscopale de Maurienne sur dix-sept paroisses dont Termignon.
Un relais de la ligne Paris—Milan du télégraphe Chappe est construit à Termignon, sur la Turra.
La Route Napoléon
La construction de la route Napoléon dans les années 1800 attire bon nombre de voyageurs, un grand nombre d'habitants du village profitera du passage du col du Mont Cenis pour ouvrir des commerces tel qu'auberges, restaurants, maréchal-ferrant...
Guerre 1939-1945
Le 16 octobre 1944, les Allemands incendient le village, 214 personnes sont sinistrées, la moitié du village est détruite par les flammes. Beaucoup de gens ne reviendront pas à Termignon et resteront en ville où ils auront bénéficié d'un appartement en dommage de guerre.
Le 1er janvier 2017, la commune de Termignon fusionne avec celles de Bramans, Lanslebourg-Mont-Cenis, Lanslevillard et Sollières-Sardières pour former la commune nouvelle de Val-Cenis.

## Politique et administration

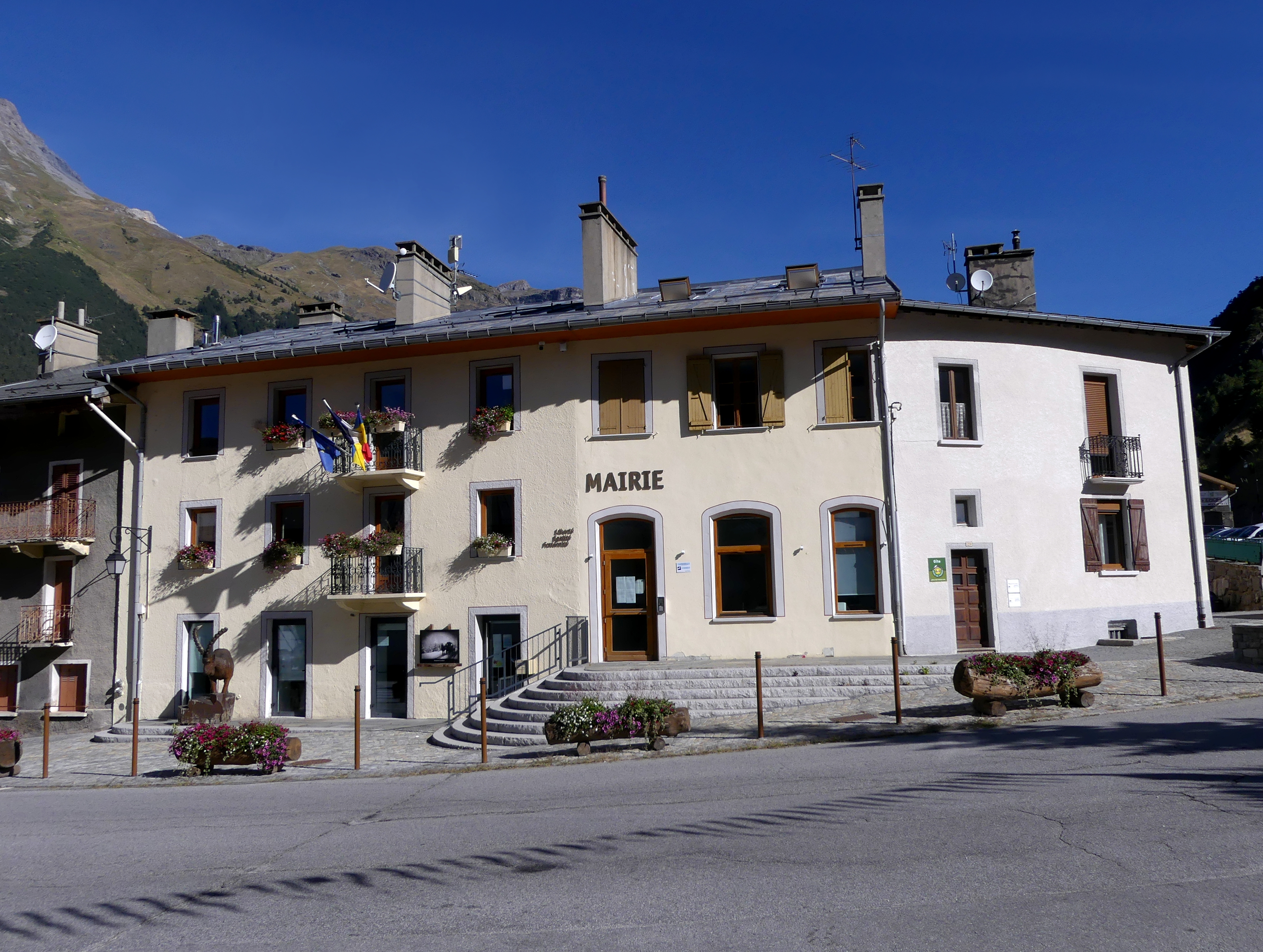
Bâtiment de la mairie.

Termignon est une des 20 communes du canton de Modane.

### Liste des maires
| Période                                  | Période         | Identité                  | Étiquette | Qualité                                                                   |
| ---------------------------------------- | --------------- | ------------------------- | --------- | ------------------------------------------------------------------------- |
| Les données manquantes sont à compléter. |                 |                           |           |                                                                           |
| 1860                                     | Septembre 1863  | Jean Crettin              |           |                                                                           |
| septembre 1863                           | Avril 1871      | Richard Jean Pierre       |           |                                                                           |
| avril 1871                               | mars 1872       | Charles Tremey            |           |                                                                           |
| mars 1872                                | juillet 1877    | Richard Maximin           |           | Démissionnaire pour un poste de Juge de paix en aout 1877.                |
| mars 1878                                | 1881            | Célestin Henry            |           |                                                                           |
| Janvier 1881                             | 1900            | Richard Jean Louis Xavier |           |                                                                           |
| 13 mai 1900                              | 1904            | Justin Henry              |           |                                                                           |
| 1904                                     | 1908            | Justin Henry              |           |                                                                           |
| 1908                                     | 1909            | Justin Henry              |           | Décédé en poste                                                           |
| 1909                                     | 1912            | Jules Tremey              |           |                                                                           |
| 1912                                     | 7 décembre 1919 | Jules Tremey              |           |                                                                           |
| 7 décembre 1919                          | 22 mai 1927     | Léon Martin               |           | Entrepreneur travaux publics                                              |
| 22 mai 1927                              | 12 mai 1929     | Emile Fardel              |           | Débitant de boissons                                                      |
| 12 mai 1929                              | 12 mai 1935     | Léon Martyn               |           | Entrepreneur travaux publics                                              |
| 12 mai 1935                              | 6 Février 1943  | Joseph Claraz             |           | Hôtelier. Est forcé à démissionner par l'autorité d'occupation Italienne. |
| 15 Avril 1943                            | Inconnue        | Rosaz Joseph de Léon      |           | Désigné d'office par l'autorité d'occupation Italienne.                   |
| 15 Novembre 1944                         | 27 janvier 1946 | Roger Rey                 |           | Désigné président de la délégation spéciale en attente des élections.     |
| 27 janvier 1946                          | 31 octobre 1947 | Antoine Henry             |           | Désigné président de la délégation spéciale en attente des élections.     |
| 31 octobre 1947                          | 1953            | Joseph Richard            |           |                                                                           |
| 1953                                     | 1959            | Joseph Richard            |           |                                                                           |
| 1959                                     | 1965            | Joseph Richard            |           |                                                                           |
| 3 avril 1965                             | 1971            | Victorin Crettin          |           |                                                                           |
| 9 mars 1971                              | 1977            | Victorin Crettin          |           |                                                                           |
| 1977                                     | 1983            | Charles Maly              |           |                                                                           |
| 1983                                     | 1989            | Charles Maly              |           |                                                                           |
| 1995                                     | 2001            | Rozenn Hars               |           |                                                                           |
| 2001                                     | 2008            | Alain Péaquin             |           |                                                                           |
| 16 mars 2008                             | 2008            | Jacques Pinçon            |           |                                                                           |
| 2008                                     | 2014            | Rémi Zanatta              |           |                                                                           |
| 23 mars 2014                             | 2020            | Rémi Zanatta              |           |                                                                           |
| 28 juin 2020                             | En cours        | Gérald Bourdon            |           |                                                                           |

## Population et société
Ses habitants sont appelés les Termignonaises et les Termignonais. Selon l'écrivain Joseph Dessaix, dans son ouvrage Nice et Savoie (1864), les habitants étaient surnommés, à cette époque, les Fanfarons.

### Démographie
L'évolution du nombre d'habitants est connue à travers les recensements de la population effectués dans la commune depuis 1793. Pour les communes de moins de 10 000 habitants, une enquête de recensement portant sur toute la population est réalisée tous les cinq ans, les populations de référence des années intermédiaires étant quant à elles estimées par interpolation ou extrapolation. Pour la commune, le premier recensement exhaustif entrant dans le cadre du nouveau dispositif a été réalisé en 2008.

En 2014, la commune comptait 402 habitants, en évolution de −6,07 % par rapport à 2008 (Savoie : +3,63 %, France hors Mayotte : +2,11 %).
| 1793  | 1800  | 1806  | 1822  | 1838  | 1848  | 1858  | 1861  | 1866  |
| ----- | ----- | ----- | ----- | ----- | ----- | ----- | ----- | ----- |
| 1 011 | 1 220 | 1 167 | 1 470 | 1 254 | 1 160 | 1 130 | 1 090 | 1 062 |

| 1872  | 1876 | 1881 | 1886 | 1891 | 1896 | 1901 | 1906 | 1911 |
| ----- | ---- | ---- | ---- | ---- | ---- | ---- | ---- | ---- |
| 1 020 | 974  | 928  | 873  | 821  | 784  | 772  | 758  | 752  |

| 1921 | 1926 | 1931 | 1936 | 1946 | 1954 | 1962 | 1968 | 1975 |
| ---- | ---- | ---- | ---- | ---- | ---- | ---- | ---- | ---- |
| 608  | 557  | 497  | 475  | 351  | 453  | 370  | 546  | 341  |

| 1982 | 1990 | 1999 | 2006 | 2008 | 2013 | 2014 | - | - |
| ---- | ---- | ---- | ---- | ---- | ---- | ---- | - | - |
| 344  | 367  | 426  | 428  | 428  | 407  | 402  | - | - |

## Économie

### Tourisme
Termignon fait partie de la station de Val Cenis  qui compte 130 km de pistes de ski.
Termignon-la-Vanoise est aussi un domaine skiable de renom, relié depuis 2008 par le télésiège débrayable de la Turra aux domaines de Lanslebourg-Mont-Cenis et Lanslevillard (Val Cenis).

#### Front de neige
Situé à proximité directe de l'Arc, il est composé du télésiège débrayable 4 places de la Girarde. On y trouve également les caisses de forfaits [réf. nécessaire] ainsi que l'École du ski français. Ce front de neige, le premier en arrivant depuis Modane est très attractif pour les locaux voulant skier à la journée sur le domaine skiable de Val Cenis .
L'on y trouve un véritable espace débutant composé d'un tapis roulant ainsi que deux téléskis nommés Tannes et Marmottons qui desservent deux pistes vertes et une piste bleue.

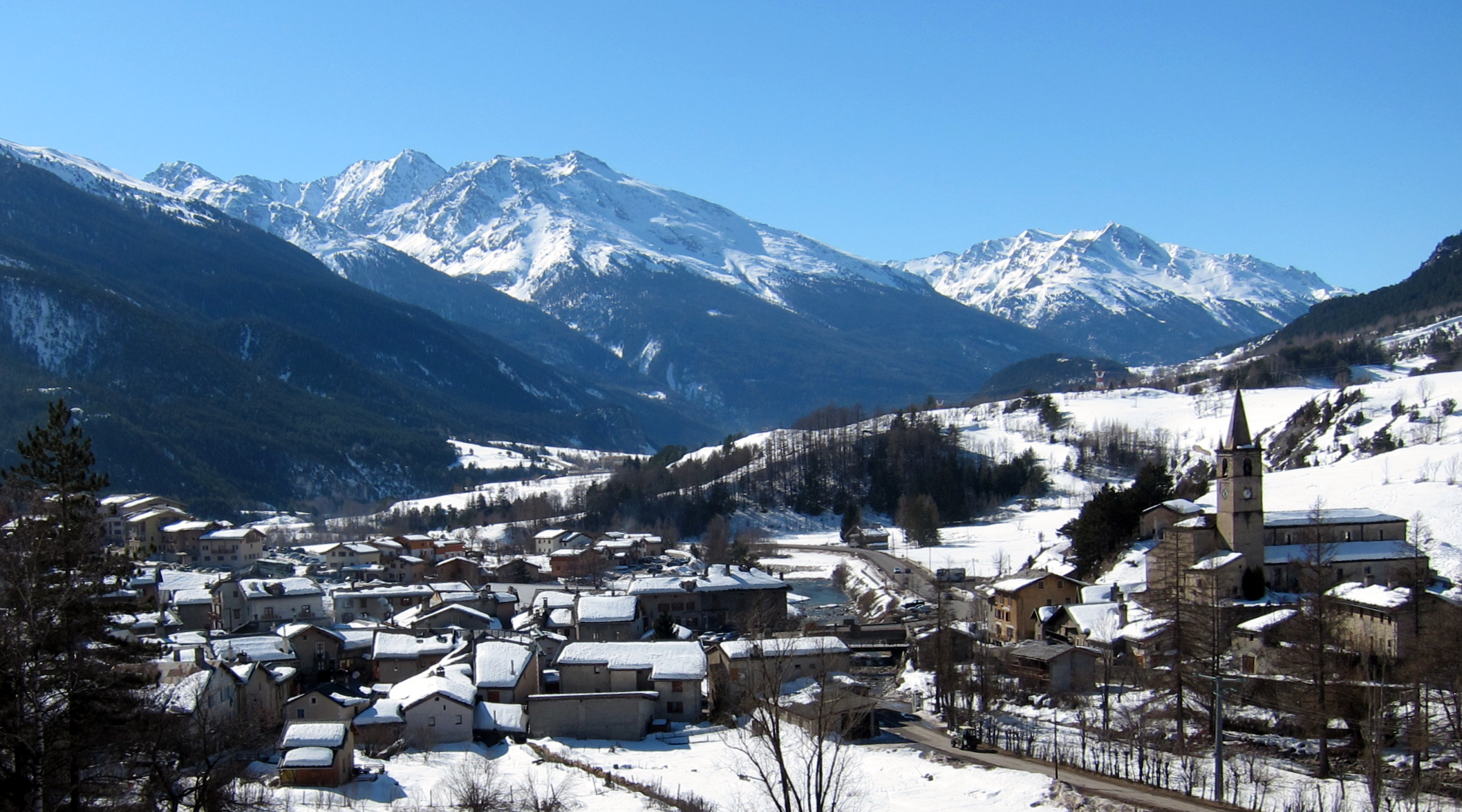
Le village sous la neige.
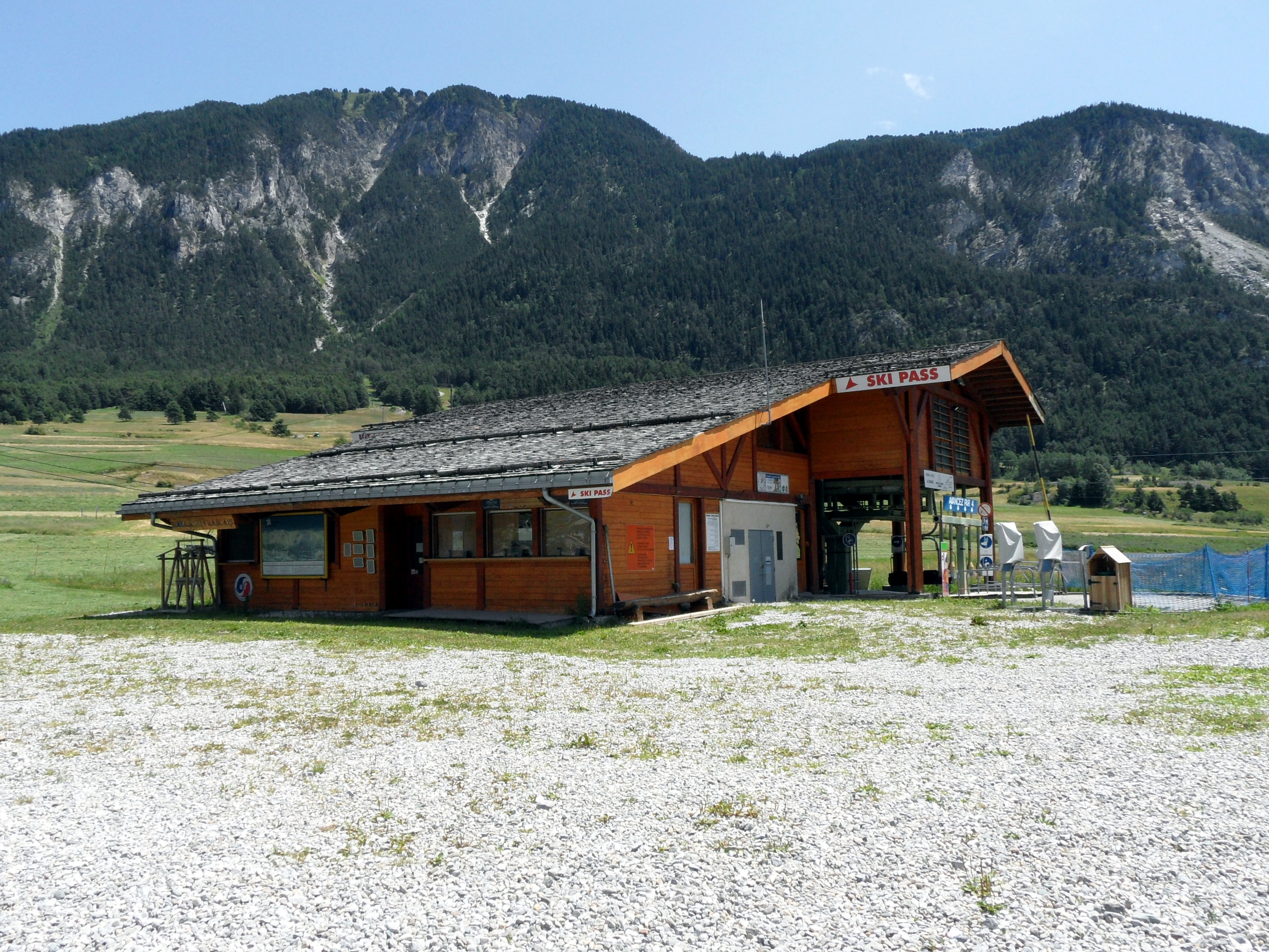
La gare aval du télésiège débrayable de la Girarde, appareil principal du front de neige de Termignon-la-Vanoise.
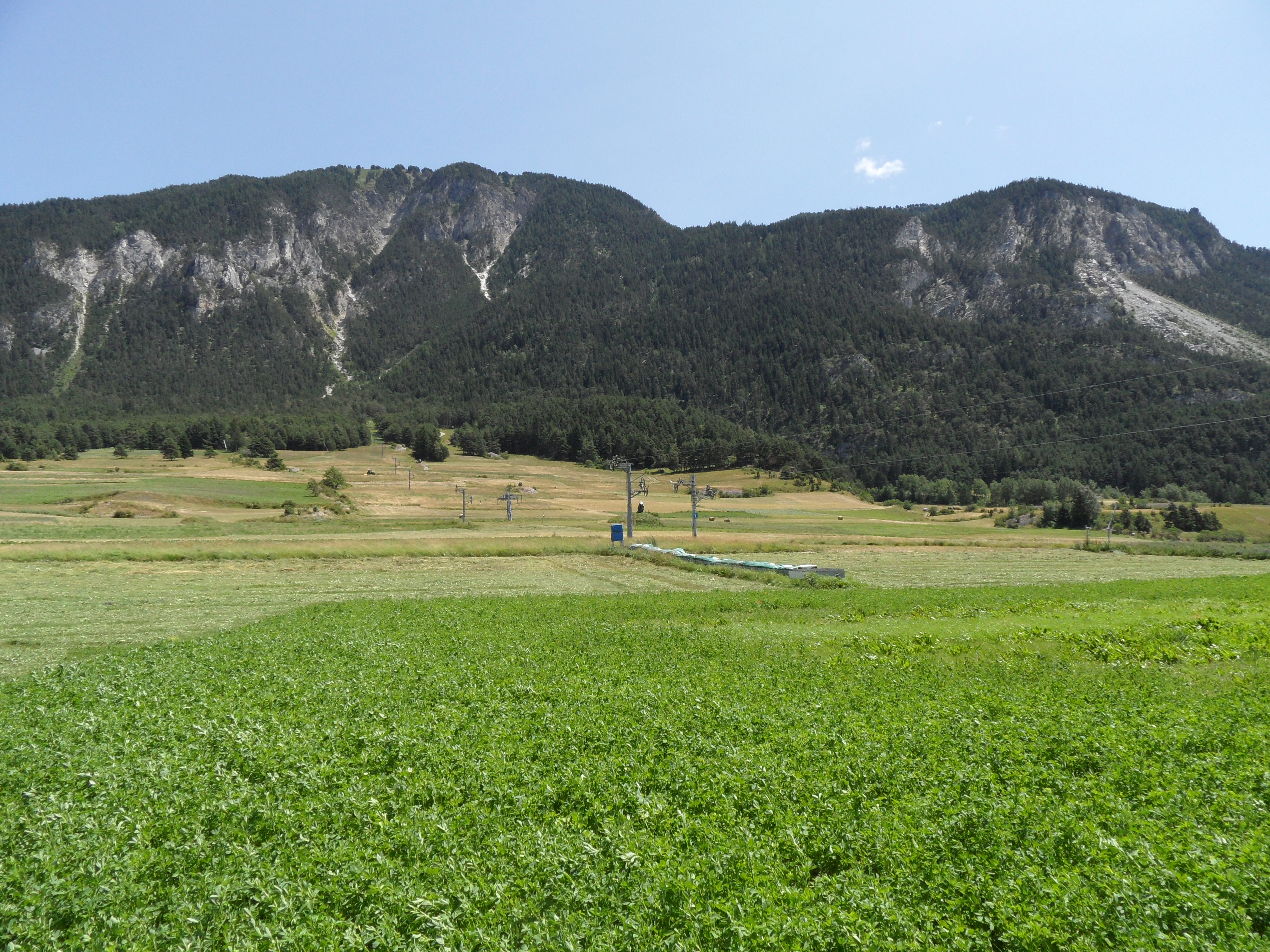
L'espace débutant, desservi par un tapis roulant de montagne ainsi que deux téléskis : Marmottons et Tannes.

#### Secteur d'altitude
Le secteur d'altitude est accessible via la chaîne des appareils Girarde et Roches Blanches. Quoiqu'un peu longue, elle est néanmoins très adaptée au niveau de la fréquentation de la station.

Au sommet du télésiège fixe Roches Blanches, il est possible d'atteindre le front de neige de Lanslebourg-Mont-Cenis via la piste bleue Flambeau enneigée artificiellement, puis soit en empruntant le télésiège débrayable de la Turra à la descente soit en descendant la longue piste bleue Traverse.

Autrement, il est possible de skier sur le plateau de Sollières-Sardières à plus de 2 000 mètres d'altitude grâce aux deux téléskis Grand Coin et Lac qui desservent à eux deux 2 pistes bleues et 3 pistes rouges. Ils sont néanmoins classés difficiles par la SEM du Mont-Cenis qui exploite le domaine de Val Cenis Vanoise.
En outre, une partie du secteur du glacier de la Grande Motte, appartenant au domaine skiable de Tignes, se situe sur la commune de Termignon : télésiège de la Leisse et téléski de Termignon.
Enfin le refuge du Lac Blanc est situé à Termignon à 2 300 mètres d'altitude.

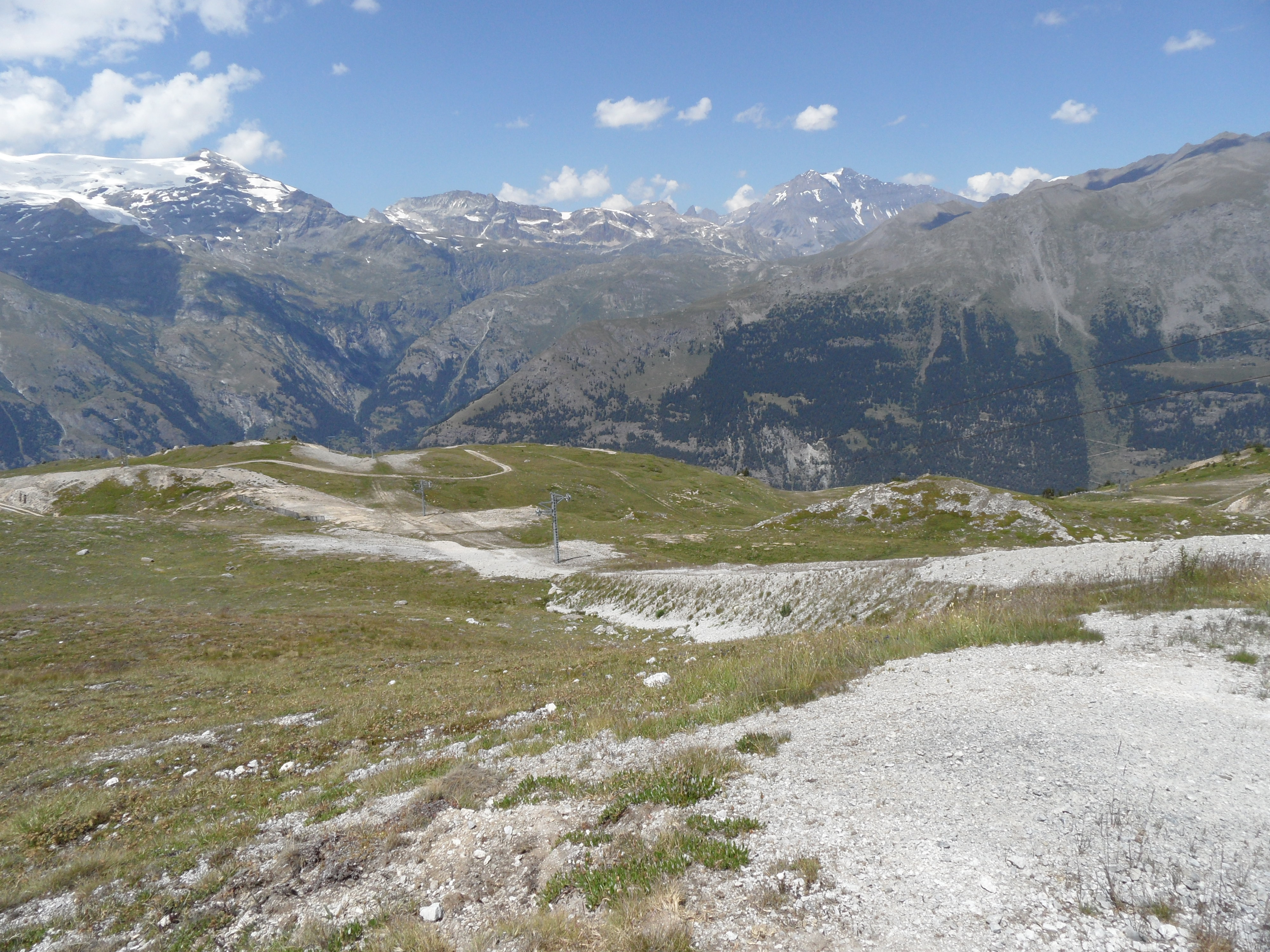
Le secteur d'altitude est en partie desservi par le téléski débrayable Lac.
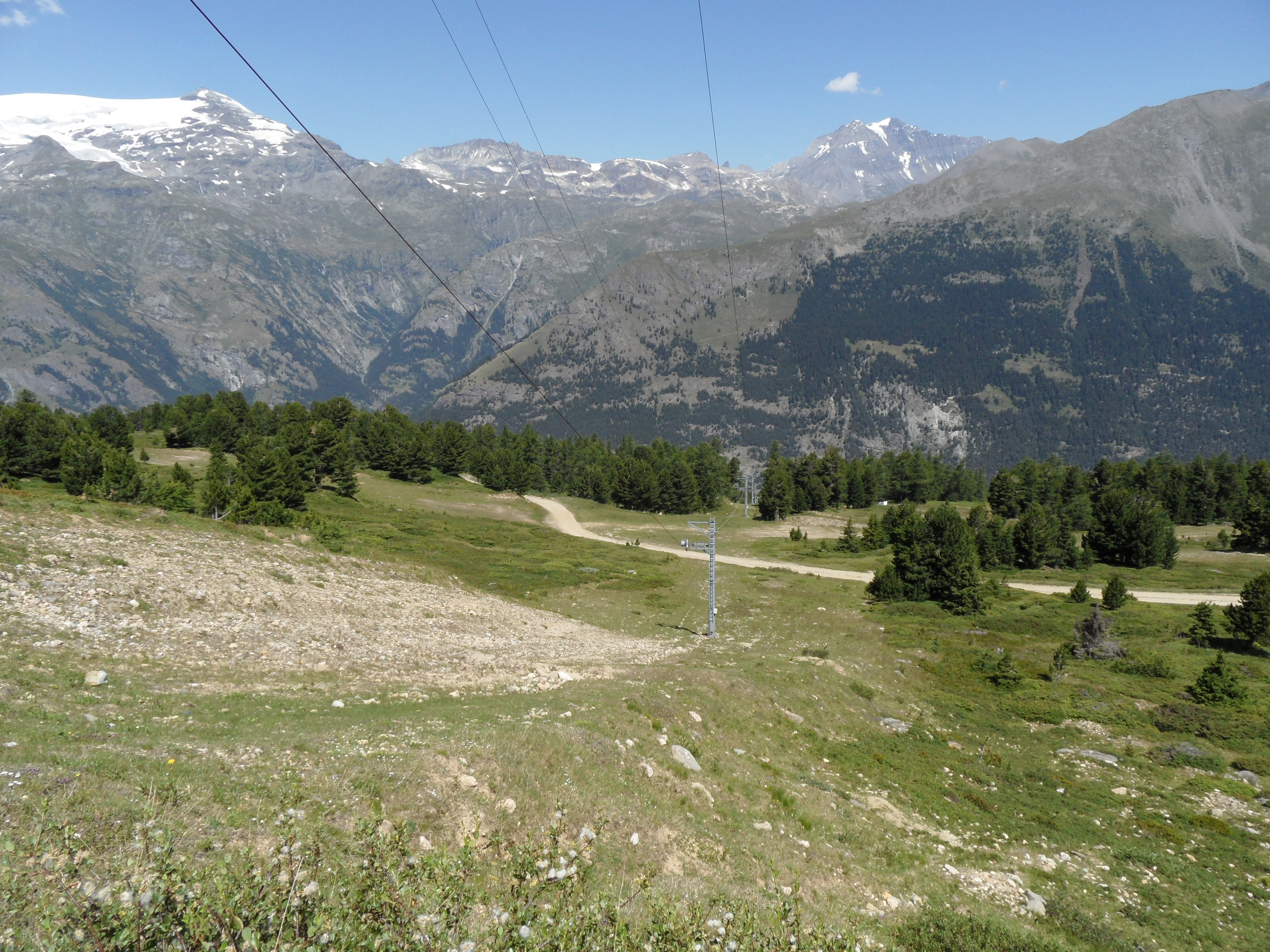
Les pistes autour du téléski du Lac, en été.
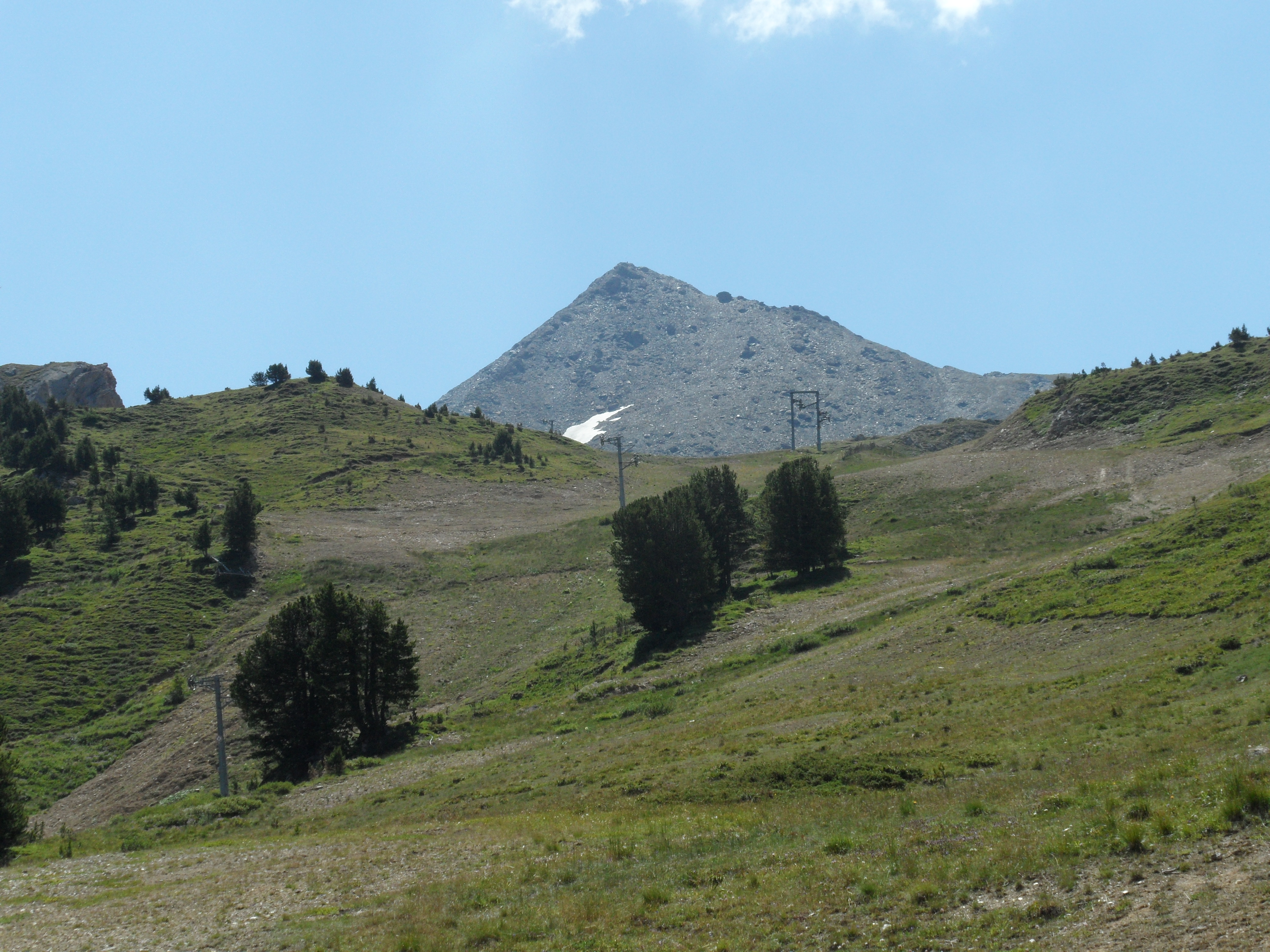
Le téléski du Grand Coin qui dessert en majorité des pistes rouges.

## Culture locale et patrimoine

### Lieux et monuments
- L'église Notre-Dame-de-l'Assomption de Termignon (XVe siècle, XVIIe siècle), de style baroque[25].  Inscrit MH (1986)[26]
- La chapelle Notre-Dame de la Visitation, appelée à l'origine Notre-Dame-du-Poivre car elle se trouvait sur la route des épices entre Lyon et Milan[27]. Fondation en 1536.  Classé MH (1987)[28]
- La chapelle Saint-André du XVIIIe siècle au bord de l'Arc.
- La chapelle Saint-Roch, près de l'église Notre-Dame-de-l'Assomption, construite à la place de la chapelle Saint-Sébastien, qui était près du cimetière des pestiférés.
- La chapelle Saint-Colomban, située près du pont Saint Germain sur la rive gauche du Doron, elle fut fondée en 1514. Elle fut plus tard l'école des filles et finalement revendue à un particulier pour devenir un garage.
- Le monument aux morts et sa statue, « La Pleureuse », œuvre de Luc Jaggi-Couvert, sculpteur genevois d'origine termignonnaise (1887-1976)[29]. C'est un des monuments aux morts pacifistes élevés en France après la Première Guerre mondiale pour protester contre la guerre. Le monument fut inauguré le 26 avril 1931[30].

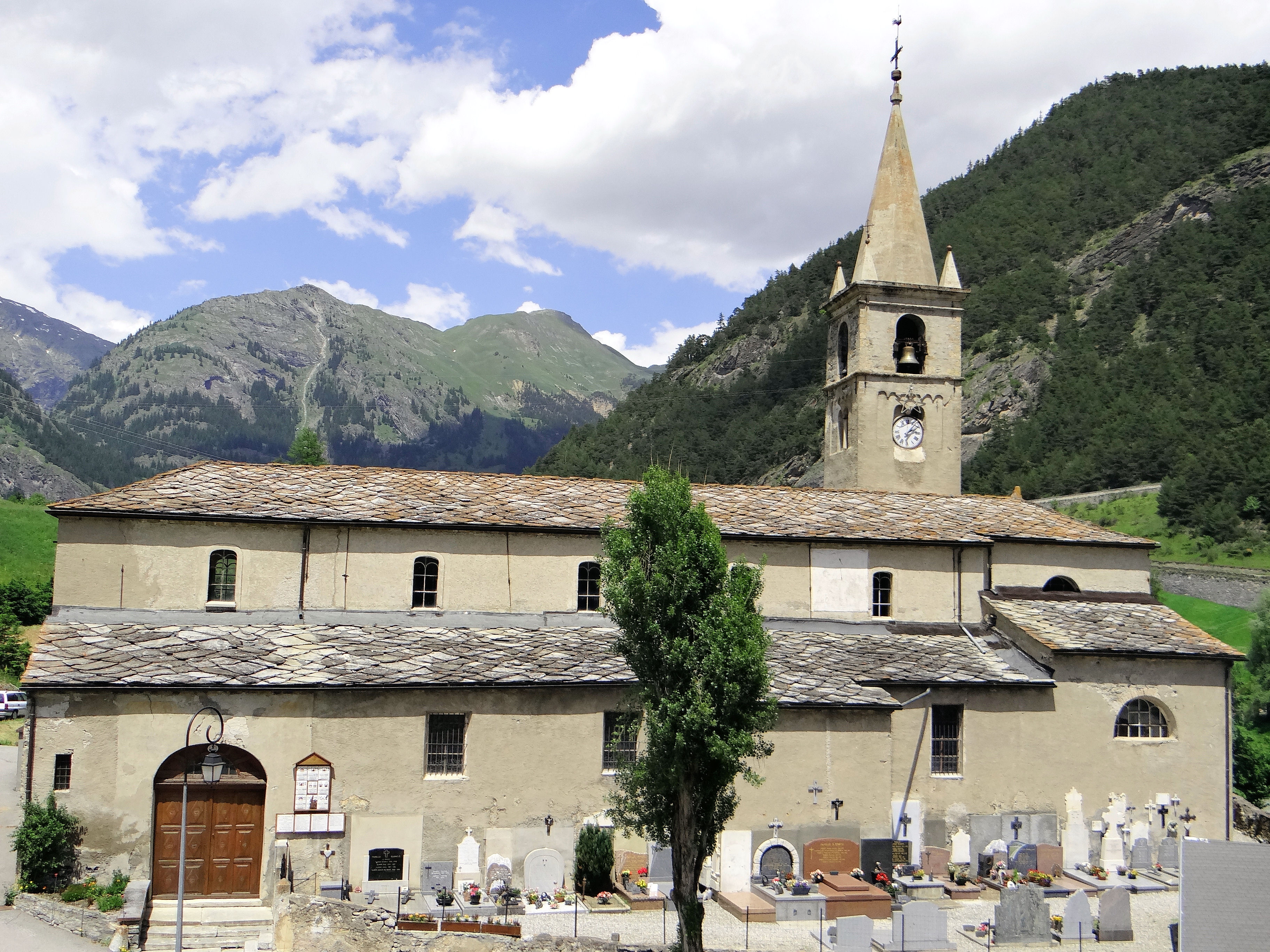
Église Notre-Dame-de-l'Assomption.
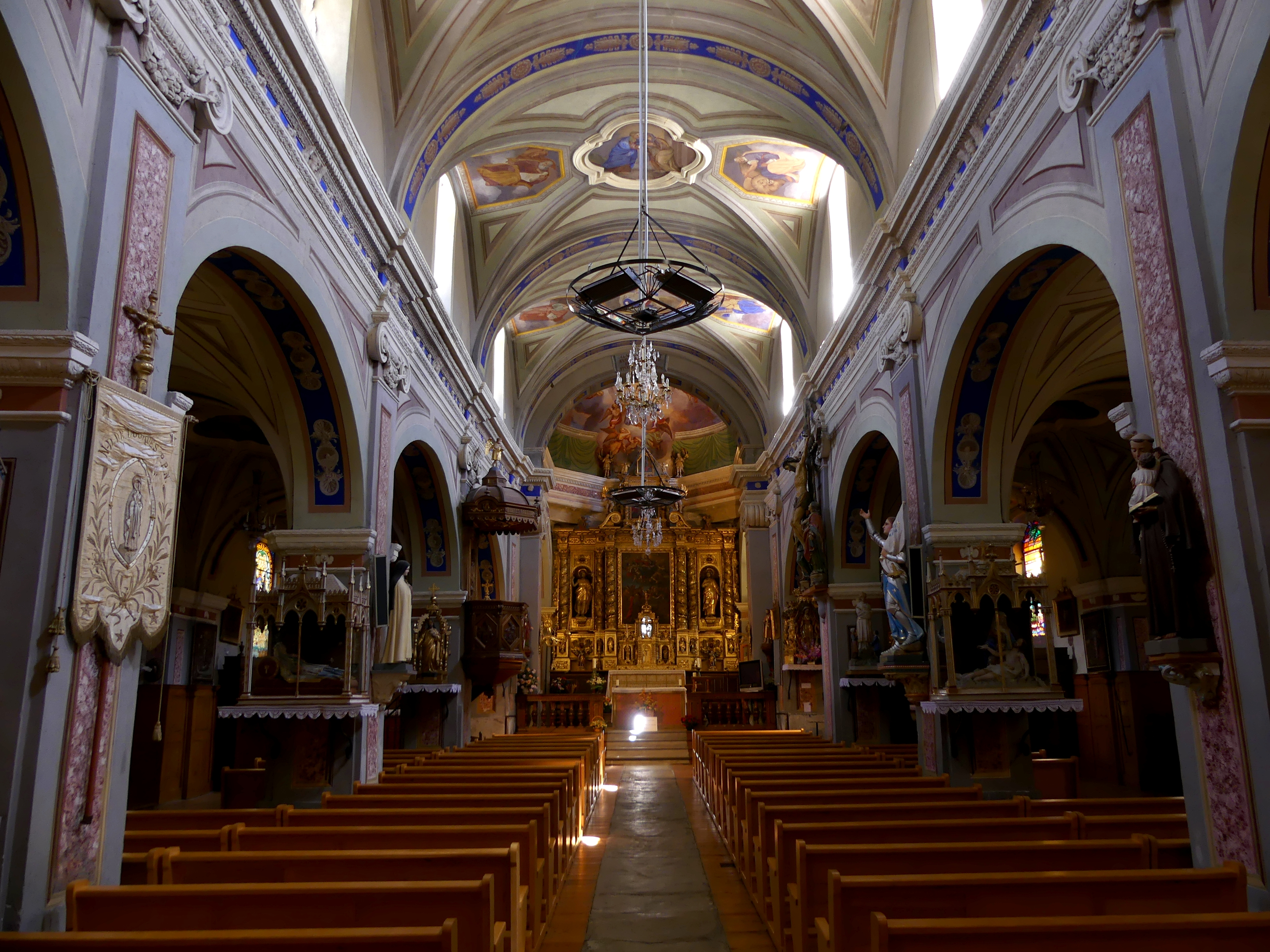
Nef et chœur de l'église.
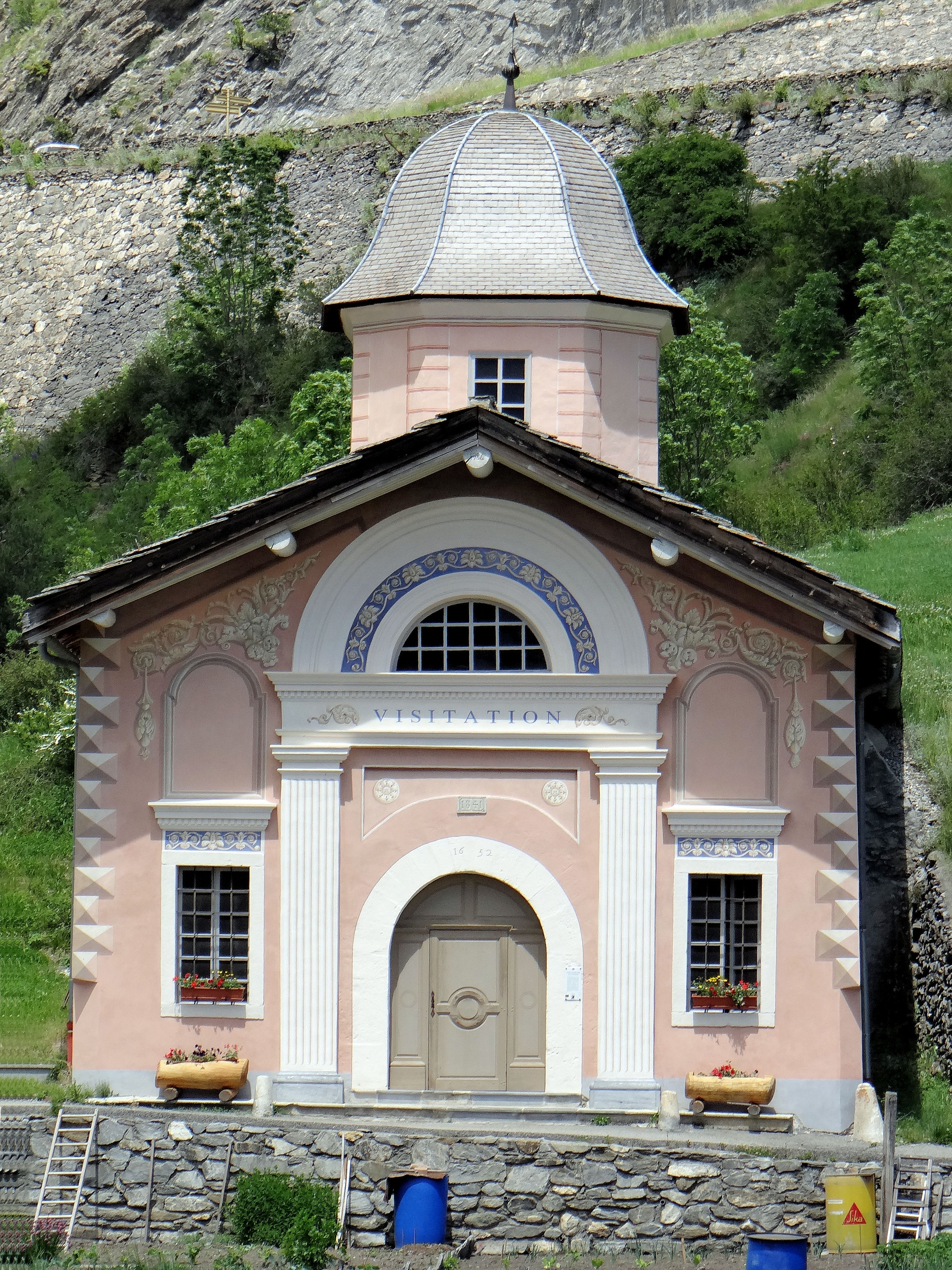
Chapelle Notre-Dame-de-la-Visitation.
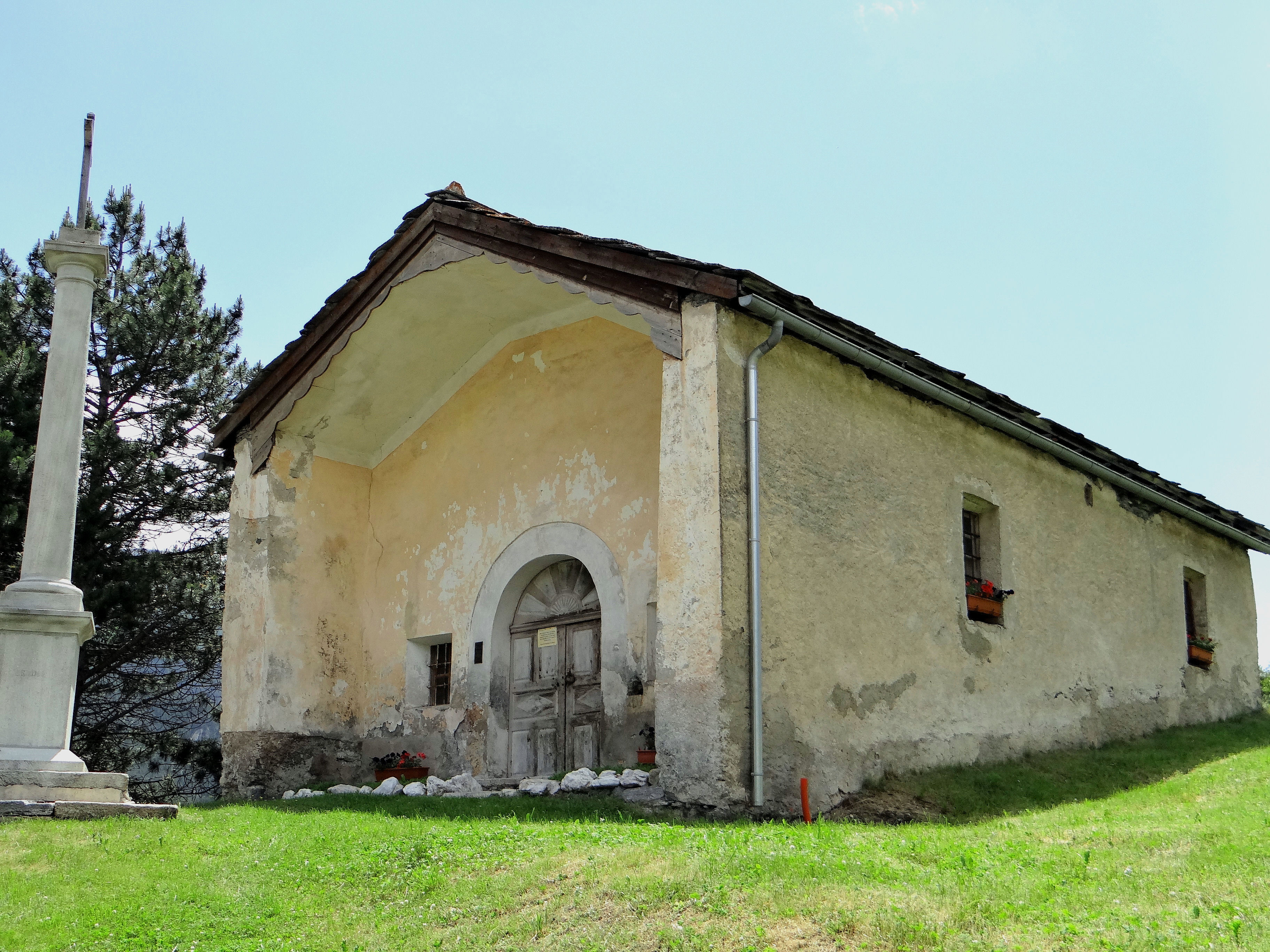
Chapelle Saint-Roch.
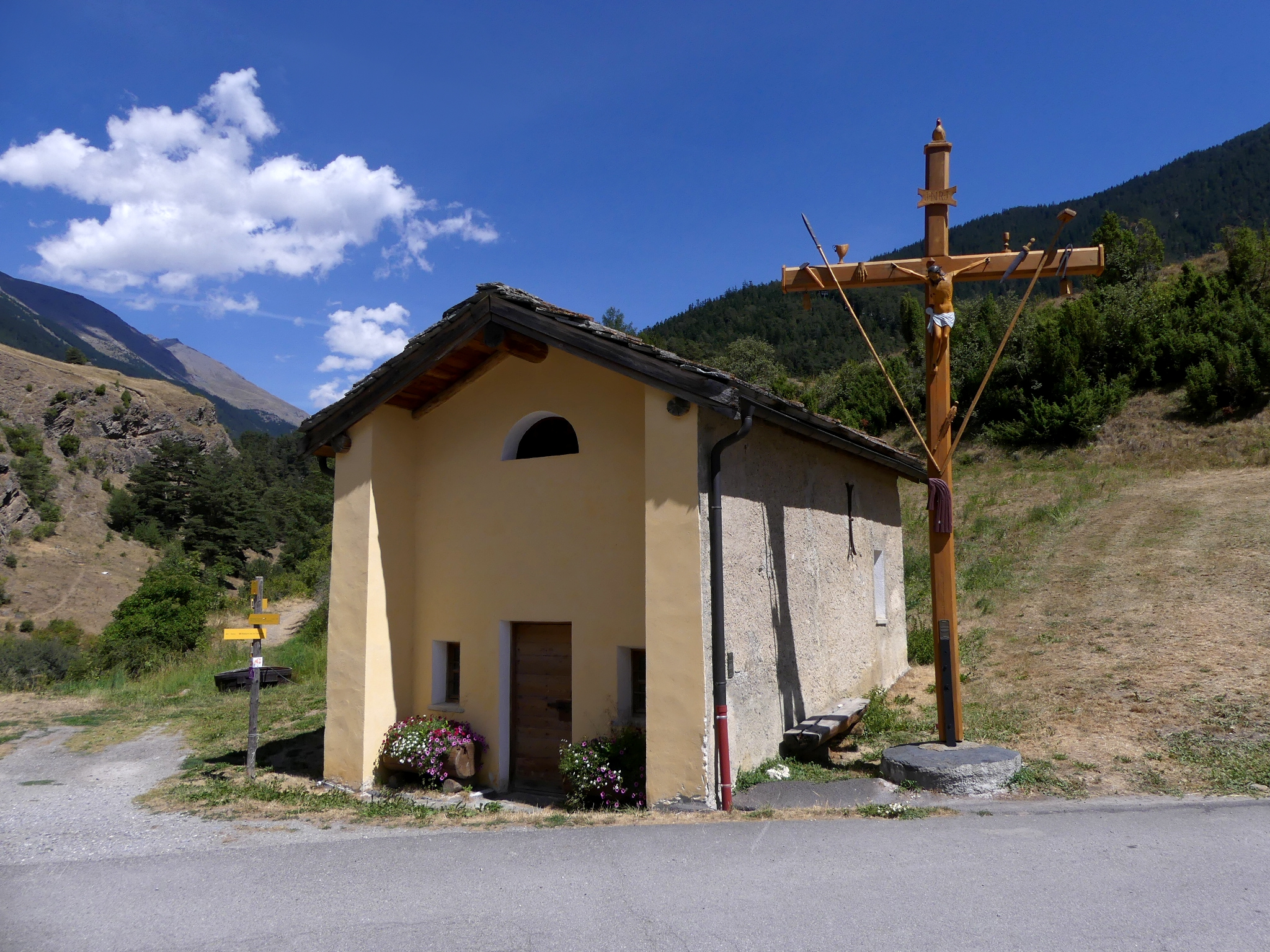
Chapelle Saint-André.

### Patrimoine rupestre
L'Art rupestre est très répandu dans la région, via l'important corpus des gravures rupestres du Grand roc noir, sur les communes de Termignon, Lanslebourg et Lanslevillard, ainsi que celles d'Aussois, au Parc des Lozes, et de Bessans, au Rocher du Château.

### Gastronomie

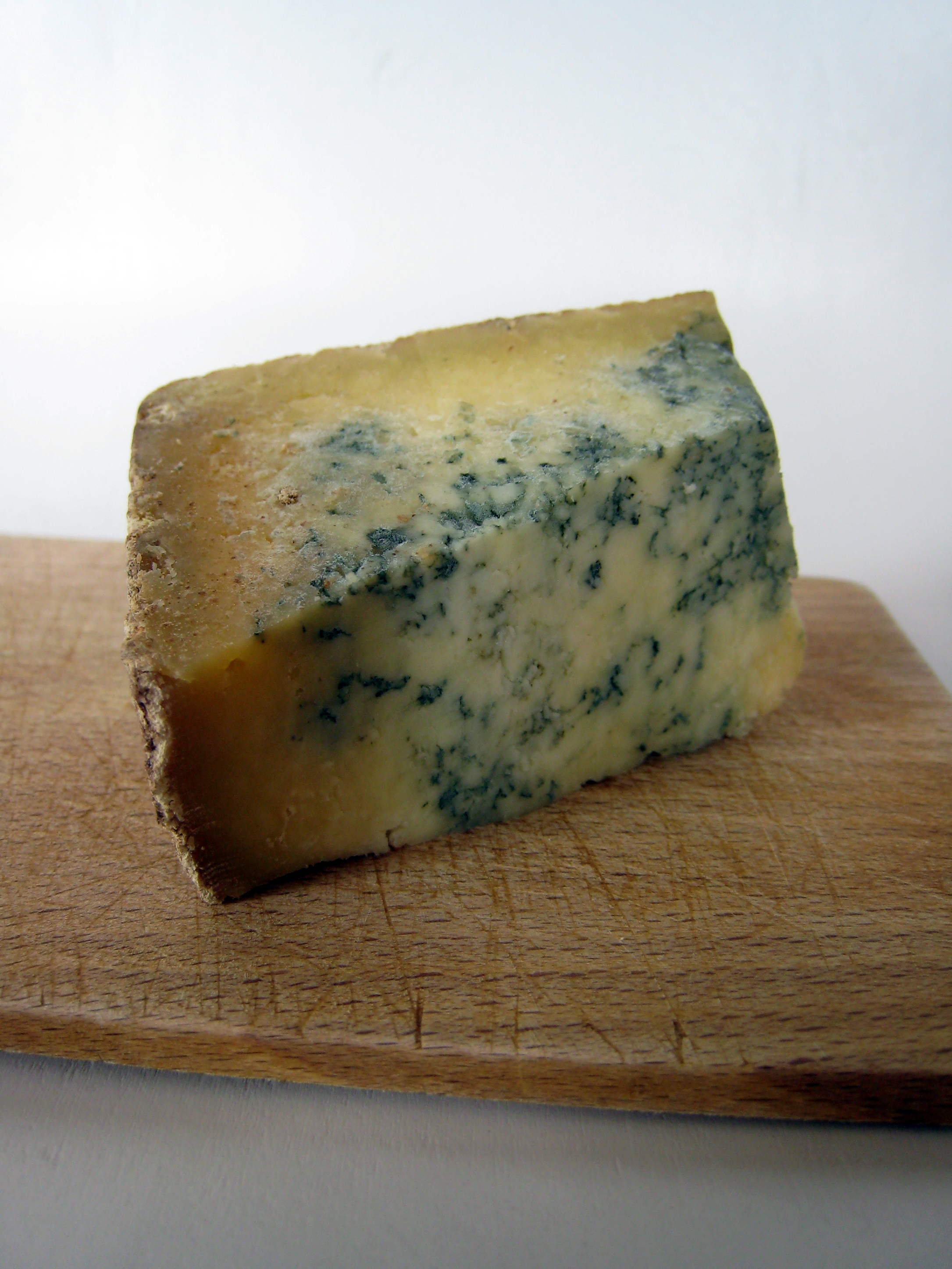
Bleu de Termignon.

La ville de Termignon a donné son nom au bleu de Termignon, un fromage à pâte persillée fabriqué avec du lait cru de vache.

### Personnalités liées à la commune
- 1839 - décès du docteur Balthazard Claraz : médecin honoraire des papes Pie VII et Grégoire XVI et de la cour de Rome. Chevalier de l'ordre de Saint-Grégoire-le-Grand. Officier de santé des troupes impériales à l'hospice du Mont Cenis en 1812.
- Valentin Claraz, né à Termignon le 30 novembre 1799, fils aîné du docteur Balthazard Claraz. Fut nommé par le pape Grégoire XVI chevalier de l'ordre de Saint-Sylvestre. En 1883 il est maire de Barby, c'est dans cette commune qu'il meurt le 15 avril 1890.
- Jean-Pierre Duport (fils de Laurent), né le 2 janvier 1749 à Termignon en Maurienne et mort à Lyon le 4 décembre 1820, est un négociant savoyard établi à Lyon, puis entrepreneur en Savoie. Il a créé à Annecy vers 1804, la manufacture de coton d'Annecy, qui emploie plus d'un millier d'ouvriers dès 1811. Son fils Saint-Clair Duport donnera la maison familiale pour financer le bourdon de l'église.